# Агро (Кишинів)
Футбольний клуб Агро (Кишинів) або просто «Агро» (рум. Fotbal Club Agro Chişinău) — професіональний молдовський футбольний клуб з міста Кишинів.

## Хронологія назв
- 1990—1992 — «Конструкторул»
- 1992—1993 — «Конструкторул-Агро»
- 1993—2004 — «Агро»
- 2004—2005 — «Агро-Голіадор»

## Історія
Футбольний клуб «Конструкторул» (Кишинів) був заснований в місті Кишинів у 1990 році.
Після здобуття Молдовою незалежності в 1992 році дебютував у Вищій лізі чемпіонату Молдови, в якій виступав до 2004 року. В сезоні 1992/93 років виступав під назвою «Конструкторул-Агро» (Кишинів), а потім змінив назву на «Агро» (Кишинів). У сезонах 1996/97 та 1997/98 років займав передостаннє місце в Національному дивізіоні, але в матчах плей-оф зумів зберегти своє місце в лізі. В сезоні 2003/04 років посів останнє 8-ме місце й вилетів до Дивізіону А. В сезоні 2004/05 років вже під новою назвою, «Агро-Голіадор» (Кишинів), стартував у Дивізіоні А, в якому посів 15-те місце та вилетів до третього дивізіону. Напередодні початку нового сезону був розформований.

## Статистика виступів
| Сезон   | Дивізіон     | Місце | Іг. | В  | Н  | П  | ЗМ | ПМ | О  | Кубок       | Примітки                                 |
| ------- | ------------ | ----- | --- | -- | -- | -- | -- | -- | -- | ----------- | ---------------------------------------- |
| 1992    | Національний | 6     | 22  | 8  | 7  | 7  | 46 | 32 | 23 | 1/8 фіналу  |                                          |
| 1992/93 | Національний | 10    | 30  | 10 | 5  | 15 | 45 | 46 | 25 |             |                                          |
| 1993/94 | Національний | 8     | 30  | 10 | 6  | 14 | 40 | 53 | 26 |             |                                          |
| 1994/95 | Національний | 8     | 26  | 8  | 6  | 12 | 24 | 37 | 30 |             |                                          |
| 1995/96 | Національний | 4     | 30  | 19 | 6  | 5  | 60 | 27 | 63 | 1/16 фіналу |                                          |
| 1996/97 | Національний | 11    | 30  | 11 | 3  | 16 | 53 | 47 | 36 | 1/16 фіналу | Перемога в матчі плей-оф між дивізіонами |
| 1997/98 | Національний | 9     | 26  | 10 | 3  | 13 | 27 | 35 | 33 |             | Перемога в матчі плей-оф між дивізіонами |
| 1998/99 | Національний | 8     | 24  | 4  | 9  | 11 | 15 | 31 | 21 | 1/16 фіналу |                                          |
| 1999/00 | Національний | 7     | 36  | 10 | 10 | 16 | 36 | 56 | 40 | 1/16 фіналу |                                          |
| 2000/01 | Національний | 6     | 28  | 6  | 7  | 15 | 26 | 47 | 25 | 1/16 фіналу |                                          |
| 2001/02 | Національний | 6     | 28  | 8  | 5  | 15 | 25 | 38 | 29 | 1/4 фіналу  |                                          |
| 2002/03 | Національний | 6     | 24  | 4  | 8  | 12 | 13 | 33 | 22 | 1/4 фіналу  |                                          |
| 2003/04 | Національний | 8     | 28  | 1  | 2  | 25 | 14 | 66 | 5  | 1/4 фіналу  | Вибування в Дивізіон A                   |
| 2004/05 | Дивізіон A   | 15    | 30  | 5  | 2  | 23 | 17 | 56 | 17 |             | Вибування в Дивізіон B                   |

## Відомі тренери
- Юрій Гаврилов (граючий тренер)

## Відомі гравці
- Вадим Болохан
- Володимир Гайдамащук
- Олександр Гузун
- Сергій Єпуряну
- Валерій Катинсус
- Марчел Решітка
- Руслан Барбурош
- Георгій Харя
- Борис Чеботар
- Віорел Фрунзе
- Олександр Бойцан
- Володимир Борисевич
- Володимир Олефір
- Андрій Пархоменко
- Михайло Сомик
- Юрій Гаврилов